# Nolana parviflora
Nolana parviflora es una de las 49 especies del género Nolana presentes en Chile, de familia de las solanáceas (Solanaceae). Esta especie en particular es endémica y se encuentra distribuida exclusivamente en la zona norte de Chile, desde la Región de Antofagasta hasta la Región de Coquimbo.

## Descripción
Nolana parviflora se encuentra descrita como una hierba anual, posee ramas que pueden sobrepasar los 100 cm de largo.
Se caracteriza por tener flores medianas, con corolas de color blanco y raramente de color celeste, la corola apenas excede el tamaño del cáliz, esta característica le permite distinguirla de otras especies de este género. Posee de 5 pétalos unidos con forma de campana o embudo o gamopétalas, cada pétalo presenta dos bordes resaltados y uno menor al centro. La parte interior de la flor o garganta es de color amarillo. Posee 5 estambres desiguales en tamaño de color blanco o amarillo verdoso y anteras amarillas o blancas. 
Su fruto está formado por 10 a 15 mericarpos dispuestos en dos series, cada uno con semilla.
En esta especie las hojas son pecioladas en la base, las hojas de los extremos de los tallos son sésiles.
Crece en sectores costeros bajo la influencia de las neblinas costeras o camanchaca
Es una especie resistente al estrés hídrico, pero no es resistente a las heladas. Habita en un clima de rusticidad USDA equivalente a zonas 10 y 11.

## Nombres vernáculos
Esta especie es conocida simplemente como 'Suspiro'.

## Importancia
Esta es especie conocida como 'suspiro', al igual que otras especies del género, constituye una de las flores emblemáticas que aparecen durante la floración del fenómeno denominado Desierto florido
Es considerada un a planta con valor ornamental.

## Amenazas
Una de las principales amenazas de esta especie la constituyen factores antrópicos como la urbanización y ocupación del borde costero, la actividad minera y últimamente por los más de 20.000 turistas que llegan a visitar el área del desierto florido durante los meses de floración y por el paso de vehículos durante competencias deportivas.